# J. T. Compher
Joseph Taylor „J. T.“ Compher (* 8. April 1995 in Northbrook, Illinois) ist ein US-amerikanischer Eishockeyspieler, der seit Juli 2023 bei den Detroit Red Wings aus der National Hockey League unter Vertrag steht. Mit der Colorado Avalanche, für die er zuvor sieben Jahre aktiv war, gewann der linke Flügelstürmer in den Playoffs 2022 den Stanley Cup. Seine jüngere Schwester Jesse Compher ist ebenfalls Eishockeyspielerin und Mitglied der Frauen-Nationalmannschaft der Vereinigten Staaten.

## Karriere
Compher verbrachte seine Juniorenzeit zunächst von 2011 bis 2013 im National Team Development Program des US-amerikanischen Eishockeyverbandes USA Hockey, für das er die folgenden beiden Spielzeiten national in der United States Hockey League auflief, aber auch international vertrat. Am Ende seines zweijährigen Engagements im Förderprogramm dort wurde er im NHL Entry Draft 2013 in der zweiten Runde an 35. Stelle von den Buffalo Sabres aus der National Hockey League ausgewählt. Zunächst schrieb sich der Angreifer aber an der University of Michigan ein und verfolgte in den folgenden drei Jahren ein Studium. Parallel spielte er für das Eishockeyteam des Colleges in der Big Ten Conference, einer Division im Spielbetrieb der National Collegiate Athletic Association. Dort fand er sich am Ende der Spielzeit 2013/14 im All-Rookie Team und Second All-Star Team der Division wieder. Darüber hinaus wurde er als Rookie des Jahres ausgezeichnet, wozu er in 35 Spielen 31 Scorerpunkte gesammelt hatte.
Nach seinem zweiten Jahr im Collegespielbetrieb, in dem seine Offensivproduktion leicht zurückgegangen war, war Compher Bestandteil eines Transfergeschäfts, in dem seine NHL-Rechte den Besitzer wechselten. Ende Juni 2015 gaben die Buffalo Sabres den Stürmer gemeinsam mit Nikita Sadorow, Michail Grigorenko und einem Zweitrunden-Wahlrecht im NHL Entry Draft 2015 an die Colorado Avalanche ab. Im Gegenzug wechselten Jamie McGinn und Ryan O’Reilly nach Buffalo. Die Avalanche beließ Compher aber auch in der Saison 2015/16 weiter am College, wo er den Divisionstitel der Big Ten Conference mit der University of Michigan errang. Zudem erhielt der Angreifer Berufungen ins First All-Star Team der Division und ins West Second All-American Team der gesamten NCAA.
Im April 2016 – nach Abschluss seines Studiums – wurde Compher schließlich von der Colorado Avalanche per Einstiegsvertrag für drei Jahre verpflichtet. Sie setzten ihn mit Beginn der Saison 2016/17 bei den San Antonio Rampage, dem Farmteam der Avalanche in der American Hockey League, ein. Dort verbrachte er seine erste Profispielzeit zunächst bis Anfang März 2017, ehe er erstmals in den NHL-Kader des Teams aus Denver berufen wurde und dort debütierte. Zu diesem Zeitpunkt hatte er in 41 AHL-Partien 30 Punkte erzielt. In der Folge etablierte sich Compher bei der Avalanche in der NHL. In den Playoffs 2022 errang er mit seinem Team den Stanley Cup.
Nach der Saison 2022/23 endete seine Zeit in Colorado nach sieben Jahren, indem er sich im Juli 2023 als Free Agent den Detroit Red Wings anschloss. Dort unterzeichnete er einen neuen Fünfjahresvertrag mit einem durchschnittlichen Jahresgehalt von 5,1 Millionen US-Dollar.

### International
Für sein Heimatland spielte Compher im Juniorenbereich bei der World U-17 Hockey Challenge 2012, den U18-Junioren-Weltmeisterschaften 2012 und 2013 sowie der U20-Junioren-Weltmeisterschaft 2015. Dabei gewann der Stürmer bei der U18-Junioren-Weltmeisterschaft 2012 in Tschechien den Weltmeistertitel mit der US-amerikanischen Auswahl. In sechs Turnierspielen steuerte er dazu fünf Scorerpunkte bei. Zudem erreichte Compher bei der World U-17 Hockey Challenge und der U18-Junioren-Weltmeisterschaft 2013 jeweils den Gewinn der Silbermedaille. Die U20-Junioren-Weltmeisterschaft in Kanada schlossen die Amerikaner auf dem fünften Rang ab.
Für die Herrenauswahl der US-Boys bestritt der Angreifer im Rahmen der Weltmeisterschaft 2016 in Russland seine ersten Partien. Bei den Welttitelkämpfen absolvierte er alle zehn Spiele für die Amerikaner und kam dabei auf drei Scorerpunkte. Seinen einzigen Treffer erzielte er in der Vorrundenpartie gegen Frankreich. Zum Medaillengewinn reichte es nach Niederlagen im Halbfinale gegen Kanada und im Spiel um den dritten Platz gegen Gastgeber Russland jedoch nicht.

## Erfolge und Auszeichnungen
| - 2014 Big Ten Conference Rookie of the Year - 2014 Big Ten Conference All-Rookie Team - 2014 Big Ten Conference Second All-Star Team - 2016 Big-Ten-Conference-Meisterschaft mit der University of Michigan | - 2016 Big Ten Conference First All-Star Team - 2016 NCAA West Second All-American Team - 2022 Stanley-Cup-Gewinn mit der Colorado Avalanche |

### International
- 2012 Silbermedaille bei der World U-17 Hockey Challenge
- 2012 All-Star-Team der World U-17 Hockey Challenge
- 2012 Goldmedaille bei der U18-Junioren-Weltmeisterschaft
- 2013 Silbermedaille bei der U18-Junioren-Weltmeisterschaft

## Karrierestatistik
Stand: Ende der Saison 2024/25

### International
Vertrat die USA bei:
| - World U-17 Hockey Challenge 2012 - U18-Junioren-Weltmeisterschaft 2012 - U18-Junioren-Weltmeisterschaft 2013 | - U20-Junioren-Weltmeisterschaft 2015 - Weltmeisterschaft 2016 - Weltmeisterschaft 2017 |

(Legende zur Spielerstatistik: Sp oder GP = absolvierte Spiele; T oder G = erzielte Tore; V oder A = erzielte Assists; Pkt oder Pts = erzielte Scorerpunkte; SM oder PIM = erhaltene Strafminuten; +/− = Plus/Minus-Bilanz; PP = erzielte Überzahltore; SH = erzielte Unterzahltore; GW = erzielte Siegtore; 1 Play-downs/Relegation; Kursiv: Statistik nicht vollständig)